# Lewis Norman Mander
Lewis Norman Mander AC, auch unter Lew Mander bekannt, (* 8. September 1939 in Auckland; † 8. Februar 2020 in Canberra) war ein neuseeländischer  Chemiker (Organische Chemie). Er lehrte an der Australian National University.

## Leben
Mander studierte Chemie an der University of Auckland und absolvierte sein Studium 1960 mit dem Bachelor- und 1961 mit dem Master-Abschluss. 1965 promovierte er an der University of Sydney und war an der University of Michigan bei Robert Ellsworth Ireland tätig, dem er 1965 an das California Institute of Technology folgte. 1966 lehrte er als Lecturer und 1970 als Senior Lecturer an der University of Adelaide und ab 1975 als Senior Fellow, gefolgt ab 1980 als Professor an der Australian National University in Canberra. 1981 bis 1986 und nochmals in den 1990er Jahren war er dort Dekan der Research School of Chemistry.
Er war für seine Synthesen und chemischen Untersuchungen von Gibberellinen (die Pflanzenhormone sind) und Terpenen (Diterpene) bekannt. Cyanameisensäuremethylester als Reagens der organischen Synthese ist nach ihm benannt, das er zur C-selektiven Acylierung von Enolaten verwendete.
2010 erhielt er den Robert Robinson Award und 1987 die Flintoff-Medaille der Royal Society of Chemistry. Er war Mitglied der Australian Academy of Science (1983) und der Royal Society of New Zealand. Mander war von 1971 bis 1972 als Nuffield Commonwealth Fellow an der University of Cambridge, 1977 als Fulbright Senior Scholar am California Institute of Technology und 1986 an der Harvard University tätig. Von 1994 bis 1995 lehrte er als Gastwissenschaftler am RIKEN-Institut in Japan.

## Werke
- mit Ernest L. Eliel, Samuel H. Wilen:  Stereochemistry of Organic Compounds, Wiley 1994
- Twenty years of gibberellin research, Natural Product Reports, Band 20, 2003, S. 49–69.
- Stereoselektive Synthese, Wiley-VCH 1998